# Chromousambilla robertsoni
Chromousambilla robertsoni is een rechtvleugelig insect uit de familie Lentulidae. De wetenschappelijke naam van deze soort is voor het eerst geldig gepubliceerd in 1981 door Jago.
1. ↑  (en) Chromousambilla robertsoni op de IUCN Red List of Threatened Species.